# Estadio 23 de Agosto
 (mars 2024).
Si vous disposez d'ouvrages ou d'articles de référence ou si vous connaissez des sites web de qualité traitant du thème abordé ici, merci de compléter l'article en donnant les références utiles à sa vérifiabilité et en les liant à la section « Notes et références ».
L'Estadio 23 de Agosto, aussi connu sous le nom de l'Estadio La Tacita de Plata, est un stade multifonction situé à San Salvador de Jujuy, en Argentine. 
Il accueille actuellement le club de football du Gimnasia y Esgrima de Jujuy. Le stade a une capacité de 24 000 places et fut construit en 1973.
En 2011, il accueille des matchs de la Copa América 2011.